# Dão
De Dão is een rivier in Portugal die ontspringt op het plateau van Trancoso-Aguiar da Beira in de freguesia Eirado, gemeente Aguiar da Beira, district Guarda. Het plateau ligt op een hoogte variërend van 714 tot 757 meter.
De rivier stroomt in zuidwestelijke richting, passeert de Fagilde stuwdam en stroomt door of langs de gemeentes Aguiar da Beira, Penalva do Castelo, Mangualde, Viseu, Carregal do Sal, Nelas, Tondela en Santa Comba Dão. De Dão mondt uit in de Mondego-rivier en daarna in het stuwmeer voor de Aguieira stuwdam. De totale lengte van de rivier is ongeveer 92 km.
De belangrijkste zijrivieren zijn de Carapito, de Coja, de Sátão en de Criz.

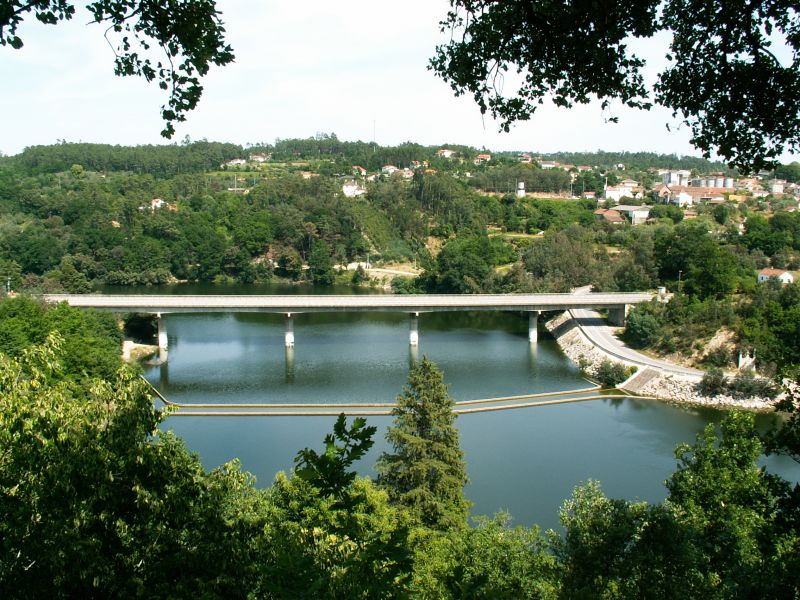
De rivier de Dão bij Santa Comba Dão
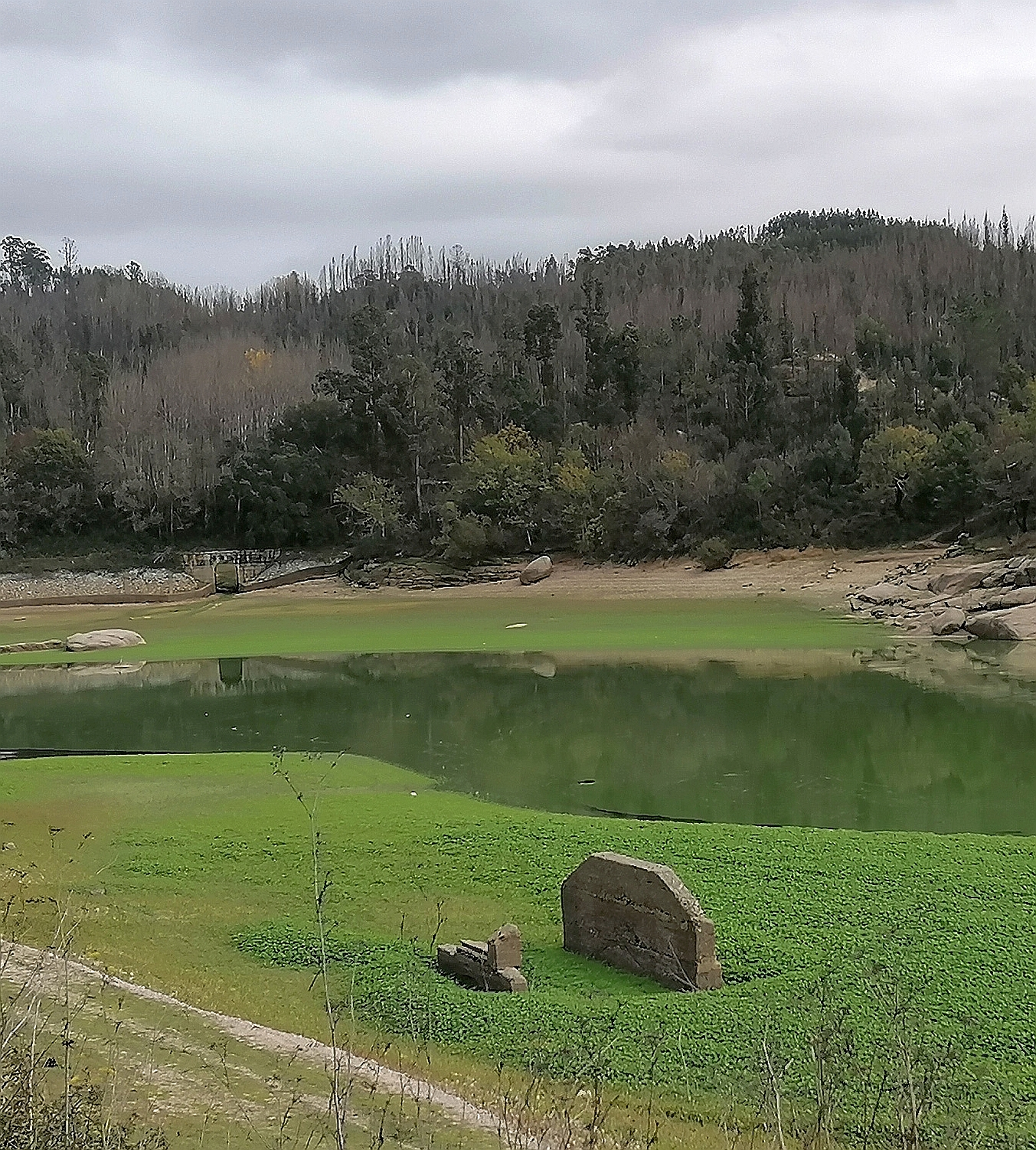
Lage waterstand in de Dão

- Virtual International Authority File: 315526409